# تمرد ويلكوكس 1895
تمرد ويلكوكس 1895 هو حرب قصيرة بدأت في 6 يناير وانتهت في 9 يناير عام 1895، وتألفت من ثلاث معارك على جزيرة أواهو، جمهورية هاواي. كانت تلك آخر عملية كبرى من قبل أنصار الملكية الذين عارضوا الإطاحة بمملكة هاواي.
نظرًا لقصر تلك الحرب وانعدام الخسائر، سقط هذا الحدث في غياهب النسيان. وفي بعض الأحيان يصيغ الباحثون مصطلحًا جديدًا لتلك الحرب كلما عثروا عليها بالصدفة، ولكن من الشائع أن يُشار إليها باسم «الثورة المضادة».

## خلفية

### جمهورية هاواي
عقب صياغة دستور هاواي عام 1887 وانقلاب عام 1883، شُكلت حكومة مؤقتة من قبل مجلس الأمن حتى تضمها الولايات المتحدة إليها. نجحت تلك الحكومة في التفاوض مع الرئيس بنجامين هاريسون بشأن معاهدة انضمام هاواي للولايات المتحدة. ولكن فترة حكم هاريسون انتهت قبل أن يصدق الكونغرس على المعاهدة. عارض الرئيس الجديد، غروفر كليفلاند، فكرة ضم هاواي نظرًا لكونه معارضًا للإمبريالية، وأبطل المعاهدة فور توليه الرئاسة. وعقب وضع تقرير بلاونت السري قيد التنفيذ، صرح كليفلاند قائلًا أن الولايات المتحدة تدخلت بالقوة العسكرية في انقلاب هاواي بشكل غير لائق، ودعا إلى إعادة تتويج الملكة ليليوكالاني. دُعي كليفلاند للحضور في الكونغرس بعد أن رفض سانفورد دول مطالب كليفلاند، وعقد مجلس النواب الأمريكي تحقيقات جديدة أفضت في النهاية إلى تقرير مورغان الذي رفض رفضًا قاطعًا الاعتقاد القائل بأن الولايات المتحدة تدخلت في الانقلاب بأي شكل من الأشكال.
خشيت الحكومة الانتقالية من أن الرئيس كليفلاند سوف يستمر في دعمه للملكة حتى تعود هاواي لسابق عهدها. أدركت الحكومة الانتقالية كذلك أن هاواي لن تنضم للولايات المتحدة حتى تنتهي فترة حكم كليفلاند، ولذلك أرادت تلك الحكومة أن تؤسس حكومة دائمة حتى يأتي رئيس أمريكي جديد مؤيد لضم هاواي. ولذا دعت الحكومة الانتقالية إلى عقد مؤتمر دستوري في 30 مايو 1894. صاغ المؤتمر الدستوري دستورًا لجمهورية هاواي. أُعلن إنشاء جمهورية هاواي في 4 يوليو 1894 في أليولاني هيل. تألفت تلك الجمهورية من نخبة حاكمة حرمت سكان هاواي الأصليين من المشاركة السياسية.

### خطط مؤيدي الملكية
في عام 1895، كُلف روبرت ويلكوكس بتنفيذ خطة الإطاحة بجمهورية هاواي وعودة الملكة ليليوكالاني. من بين أولئك المتآمرين سام نولين، الرئيس السابق للحرس الملكي في هاواي (الذي تم تفكيكه في عام 1893)، وجوزيف ناواهي رئيس الخارجية السابق، وتشالرز غوليك مستشار كلٍ من كالاكاوا وليليوكالاني، وويليام ريكارد (مزارع قصب السكر من أصل بريطاني). خطط هؤلاء الرجال للهجوم على بنايات الحكومة في وسط هونولولو بعد حلول الظلام. جند هؤلاء المتآمرين عددًا من الهاوائيين الفقراء، ولكن لم يتجاوز عددهم 700 رجل، ومعظمهم كانوا من عمال ضواحي هونولولو، وكانوا يفتقرون للأسلحة والتدريب والالتزام، واضطروا لمواجهة قوات الحكومة الانتقالية التي أنفقت أموال الخزانة الملكية واستعارت نقودًا لتسليح نفسها ضد أي هجوم من ذاك القبيل.
تعمد المتمردون تهريب الأسلحة للملكة ليليوكالاني للحصول على المزيد من الإمدادات فور استيلائهم على القصر الملكي. هُربت شحنة من الأسلحة النارية والذخيرة على متن السفينة والبر حتى يتم نقلها إلى الباخرة وايمانالو بالقرب من جزيرة رابيت، وهُربت إلى مكان سري في هونولولو.